# Hörselgau
Hörselgau – dzielnica gminy Hörsel w Niemczech, w kraju związkowym Turyngia, w powiecie Gotha. W dzielnicy znajduje się siedziba gminy.
Do 30 listopada 2011 była to samodzielna gmina i zarazem siedziba wspólnoty administracyjnej Hörsel.